# Macromphalus
Macromphalus is een geslacht van weekdieren uit de klasse van de Gastropoda (slakken).

## Soorten
- Macromphalus abylensis Warén & Bouchet, 1988
- Macromphalus aculeatus (Hedley, 1900)
- Macromphalus asperus (Hedley, 1912)
- Macromphalus backeljaui Poppe, Tagaro & Stahlschmidt, 2015
- Macromphalus citharella (Cossmann, 1888) †
- Macromphalus decussatus (A. Adams, 1860)
- Macromphalus disjunctus (de Raincourt & Munier-Chalmas, 1863) †
- Macromphalus fischeri (de Laubrière, 1881) †
- Macromphalus gracilis (Brazier, 1894)
- Macromphalus incertus (Turton, 1932)
- Macromphalus magnificus Poppe & Tagaro, 2016
- Macromphalus mzambanus (Kilburn, 1977)
- Macromphalus pasithea (Kilburn, 1977)
- Macromphalus reticulatus S. V. Wood, 1842 †
- Macromphalus saharicus Rubio & Rolán, 1994
- Macromphalus senegalensis (Knudsen, 1956)
- Macromphalus styliferinus (Nevill, 1884)
- Macromphalus subreticulatus (Nevill, 1884)
- Macromphalus thelacme (Melvill, 1904)
- Macromphalus walkeri Poppe, Tagaro & Stahlschmidt, 2015
- Macromphalus yamamotoi (Habe, 1978)